# Villads Bøye
Villads Bøye (født 3. september 1999 i Aalborg) er dansk skuespiller. Han fik sin filmdebut i rollen som Martin i Kapgang fra 2014, og det var for samme, at han i 2015 blev nomineret til en Bodilpris. Til daglig går han på efterskole i Aarhus, og har ellers haft sin skolegang på Klostermarksskolen i Aalborg.